# Valérie Lefebvre-Faucher
Valérie Lefebvre-Faucher est une écrivaine, essayiste et éditrice québécoise.
Elle est éditrice aux éditions Écosociété et aux Éditions du remue-ménage avant d'entreprendre ses propres projets d'écriture : Procès-Verbal en 2019 et Promenade sur Marx en 2020. Elle est depuis 2022 directrice de la revue Liberté, d'abord avec Rosalie Lavoie, puis avec Laurence Perron. 

## Biographie
Elle est éditrice aux éditions Écosociété au moment où la compagnie minière Barrick Gold dépose une mise en demeure contre la maison d'édition et les auteurs de Noir Canada, Pillage, corruption et criminalité en Afrique : Alain Deneault, Delphine Abadie et William Sacher. À la suite de la décision d'aller de l'avant avec la publication de l'ouvrage, une poursuite-bâillon en dommages et intérêts (5 millions $ pour dommages moraux compensatoires et un million à titre de dommages punitifs) est entamée. Le montant de cette poursuite en diffamation grimpe jusqu'à 11 millions $, forçant la maison d'édition à retirer le livre. Ce procès mène à l'adoption d'une loi contre les poursuites-bâillons au Québec.
L'autrice détient une maîtrise avec un mémoire en création à l'Université du Québec à Montréal (UQAM). Elle collabore à diverses publications : collectifs, blogues et revues. Elle publie un premier essai, Procès-Verbal en 2019, suivi de Promenade sur Marx en 2020.

## Procès-Verbal
Entre le récit et l'essai, cet ouvrage, publié en 2019, revient sur les événements entourant l’affaire Noir Canada et qui servent de levier pour explorer la complexité de la question de la liberté d'expression,. L'essai remporte le prix Spirale Eva-Legrand et figure parmi les finalistes au Prix des libraires du Québec - essai 2022.

## Promenade sur Marx
Dans cet essai, l'autrice mène une enquête sur différentes femmes qui ont supporté et contribué à l'engagement politique et littéraire de Karl Marx, notamment sa conjointe et ses filles : Jenny, Laura, Jenny, Laura, Eleonor.

## Publications

### Essai
- Procès-Verbal, Écosociété, Montréal, 2019.
- Promenade sur Marx, Éditions du Remue-ménage, 2020.
- "Les priorités cachées", dans le collectif Faire partie du monde, réflexions écoféministes, Éditions du remue-ménage, 2017.
- "Les maisons ouvertes", dans Travail invisible, portraits d'une lutte inachevée, Éditions du remue-ménage, 2018.

## Prix et distinctions
- Procès-Verbal, lauréat du Prix Spirale Eva-Le-Grand 2020. Cliquez ici pour les détails.
- Procès-Verbal, finaliste, Prix des libraires du Québec 2021 - Essai.